# 反对在体育运动中使用兴奋剂国际公约
反对在体育运动中使用兴奋剂国际公约（英語：International Convention against Doping in Sport），是2005年联合国教科文组织制订的国际公约。公约订于法国巴黎，于2007年2月1日生效，保存人是联合国教科文组织总干事。

## 背景
各缔约国回顾联大第58/5号决议、国际体育运动宪章、奥林匹克宪章、反对使用兴奋剂公约、教科文组织大会第32 C/9号决议、世界反兴奋剂条例、反对在体育运动中使用兴奋剂哥本哈根宣言；决心进一步加强合作，消除体育运动中使用兴奋剂现象，制订公约各条款。

## 内容
公约宗旨是在教科文组织体育运动领域的战略框架和活动计划框架内，促进预防并反对在在体育运动中使用兴奋剂，最终消除这一现象。公约对国家级的反兴奋剂工作、国际合作、教育与培训、研究、监督检查等方面做了规定。